# Discoelius albonotatus
Discoelius albonotatus är en stekelart som beskrevs av Brethes 1906. Discoelius albonotatus ingår i släktet tapetserargetingar, och familjen Eumenidae. Inga underarter finns listade i Catalogue of Life.